# (8494) Edpatvega
(8494) Edpatvega est un astéroïde de la ceinture principale.

## Description
(8494) Edpatvega est un astéroïde de la ceinture principale. Il fut découvert le 25 juillet 1990 à l'Observatoire Palomar par Henry E. Holt. Il présente une orbite caractérisée par un demi-grand axe de 2,66 UA, une excentricité de 0,17 et une inclinaison de 11,9° par rapport à l'écliptique.

## Compléments